# Grete Jenny
Grete Jenny, född 27 februari 1930, död 15 november 2015, var en friidrottare från Österrike. Hon deltog vid olympiska sommarspelen 1948.